# Szuj-zsen

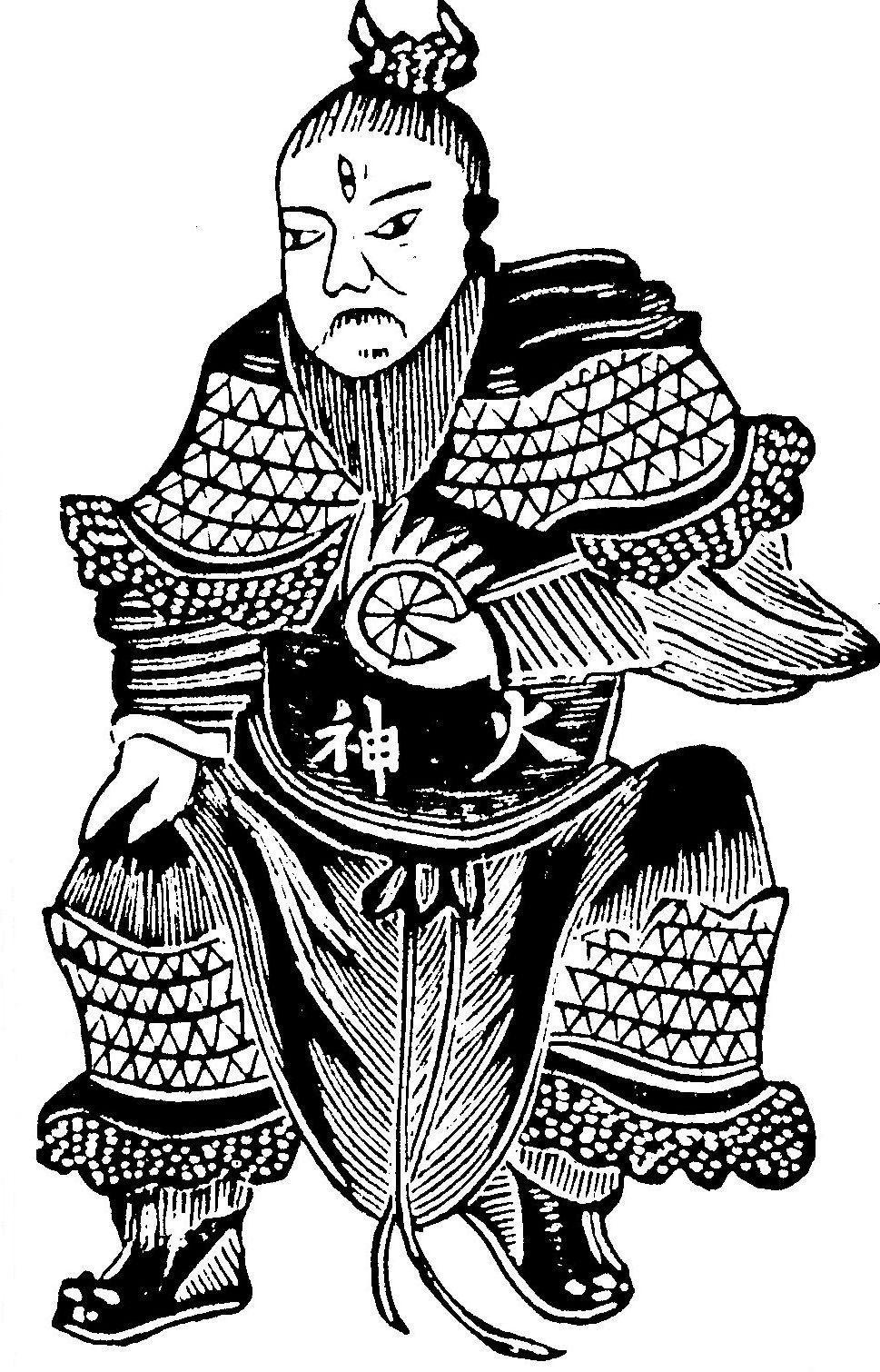
Szuj-zsen (Suiren) ábrázolása egy kései fametszeten, Hampden C. DuBose The Dragon, Image, and Demon című könyvének (London 1886) illusztrációja nyomán.

Szuj-zsen (Suiren) kultúrhérosz az ókori kínai mitológiában, akinek az emberiség a tűzgyújtás és tűzhasználat feltalálását köszönheti. A legendák historizálásával megalkotott hagyományos kínai történetírásban, néhány forrás szerint a Három fenség egyike.

## Neve
Szuj-zsen (Suiren) nevének jelentését az ókori kínai kommentárok úgy magyarázzák, hogy a „dörzsöléssel tüzet előállító ember”, mert a szuj (sui) 燧 szó jelentése a tűzcsiholásra alkalmas fapálca és fadarab, zsen (ren) 人 pedig embert jelent.

## Alakja
A kínai mitológia legfontosabb forrásainak számító korai írott források a tűz feltalálását a Sárga Császárnak, illetve Fu-hszi (Fuxi)nak tulajdonítják, de a későbbi szövegek szerint Szuj-zsen (Suiren)é az érdem.
A Han Fej-ce (Han Fejzi) című filozófia mű, 49. fejezetében olvasható az emberi civilizáció kialakulásának egyik kínai koncepciója. Ezek szerint Szuj-zsen (Suiren) akkor bukkant fel, amikor kezdet kezdetén az emberek még állatbőrökbe burkolták testüket, a szállásaik pedig fákra épített fészkek voltak.

„A nép különböző gyümölcsökön, fűmagvakon és kagylókon élt, amelyek átható bűzt és rossz szagot árasztottak, s ártalmasak voltak a gyomornak. Sok ember ezektől betegséget kapott. Akkor azonban egy nagy bölcs támadt, aki egy fúró sodorgatásával tüzet csiholt, amellyel meg lehetett szüntetni az átható bűzöket. A nép pedig örvendezett neki, s királlyá tette őt az égalattiban, elnevezvén őt a Tűzcsiholók nemzetsége (Szu-zsen-si (Suirenshi) 燧人氏) fejének.” Tőkei Ferenc fordítása.”

Sze-ma csen (Sima Zhen) 司馬貞 (679-732), A történetíró feljegyzéseinek 8. századi kommentátora úgy tudta, hogy Szuj-zsen (Suiren) Fu-hszi (Fuxi) ősatya közvetlen elődje volt.
A középkori források Szuj-zsen (Suiren) négy segítőjét is megnevezik: Ming-ju (Mingyou) 明由 („az okokat értő”), Pi-jü (Biyu) 必育 („a folyton tanító”), Cseng-po (Chengbo) 成博 („széles ismeretekkel rendelkező”) és Jün-csiu (Yunqiu) 隕丘 („a ledöntött domb”), vagy más források szerint Jün-li (Yunli) 隕立 („a ledöntve is álló”). Tao Jüan-ming (Tao Yuanming) a Feljegyzések a tökéletes bölcsességűek és bölcsek seregéről (Csi seng hszian csün fu lu (Ji sheng xian qun fu lu) 《集聖賢群輔錄》) című írásában arról számol be, hogy Szuj-zsen (Suiren) az égből szállt alá, míg a segítői a föld alól bújtak elő.
A 4. században élt Vang Csia (Wang Jia) 王嘉, a Feljegyzések az elfeledett eseményekről (Si-ji-csi (Shiyiji) 《拾遺記》) című írásában az olvasható, hogy létezik valahol egy Szujming (Suiming) nevű ország (Szujmingkuo (Suimingguo) 燧明国), ahol a hatalmas szuj (sui)-fa nő, s amelynek ágai tízezer csing (qing)re 頃 (666 666 km2) terjeszkednek. Ezt a fát egy madár kopogtatja a csőrével, s így csihol tüzet. Vang Csia (Wang Jia) szerint Szuj-zsen (Suiren) innen vette az ötletet, hogy egy faággal fúrva a fát maga is tüzet csiholjon.